# Заклинье (Тверская область)
За́клинье (карел. Zuaklenja) — село в Рамешковском районе Тверской области. Административный центр сельского поселения Заклинье, образованного в 2005 году.

## География
Расположено в 17 километрах к северу от районного центра Рамешки, на автодороге «Тверь—Бежецк». На восток от села идет автодорога «Заклинье — Мсты».
Центральная усадьба совхоза «За́клинский» (в настоящее время совхоза не существует.) . Библиотека, почта, медпункт, несколько магазинов.

## История

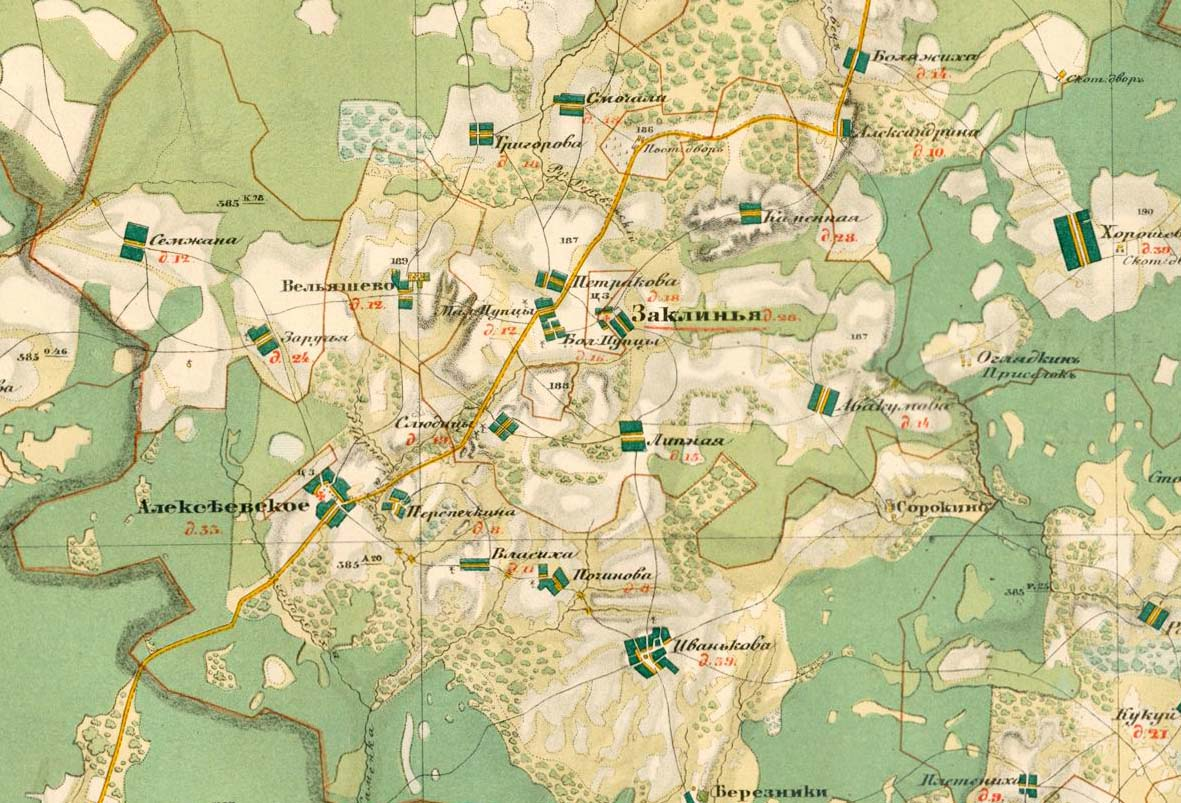
Часть За́клинской волости на карте XIX века

Село Заклинье имеет и старое название Дубровка, в ранних документах XVIII века писалось «Дубровка Заклинье тож».
В середине XIV века деревня входила в состав Каменского стана Бежецкого верха Великого Новгорода а со второй половины XIX века село — центр Заклинской волости Бежецкого уезда Тверской губернии.
В 1627 году вотчина Богдана Федоровича Долгорукова (Межевая книга 1627—1629 гг. поместных и вотчинных земель в станах .. ,Каменском ,… и межевания Д. П. Свечина и подьячего Федора Второго (РГАДА. Ф. 1209. Кн. 23).
В 1646, 1677 году принадлежит его сыну Федору Богдановичу Долгоруковому (1640—1706).
До 1706 года Михаилу Федоровичу Долгоруковому (1677—1706).
С 1706 по 1725 года Алексею Михайловичу Долгоруковому (1691—1725).
С 1725 по 1731 год принадлежит Ивану Алексеевичу Долгоруковому (1722—1797).
С 1731 по 1748 год Заклинье переходит владение роду Орловых, Орлову Григорию Ивановичу (1685—1746).
С 1749 года по 1777 год Заклинье находилось в вотчинном владении Ивана Григорьевича Орлова (1733—1791).
С 1778 по 1832 год во владении Владимира Григорьевича Орлова (1743—1831).
С 1832 года по 1844 год, дочери В. Г. Орлова, Софье Владимировне Паниной (в девичестве Орловой) (1774—1844).
С 1845 года до 1850 года принадлежало графу Александру Никитичу Панину (1791—1850).
С 1850 до 1861 года, дочери графа А. Н. Панина, Марии Александровне Мещерской (в девичестве Паниной) (1830—1903).
- До 1857 г. в течение многих веков в селе Заклинье церковь значилась, как церковь Николая Чудотворца, с 1857 года как церковь Казанской Божией Матери.
- В 1842 г. построена каменная церковь Казанской Божией Матери.
- 21 декабря 1917 года в За́клинской волости Бежецкого уезда была установлена советская власть.
- В 1930 г. организован колхоз «Пролетарский труд».
- В 1936 г. создана МТС (машинно-тракторная станция).
- В 1941—1942 гг. в старом здании школы находился военный госпиталь.
- Во время Великой Отечественной войны на её фронтах погибли 24 жителя деревни.
- В 1950 г. создан укрупненный колхоз «Верный путь», в 1965 г. преобразованный в совхоз «Заклинский».
- В 1980 г. расположенные рядом деревни Большие и Малые Пупцы включены в черту села Заклинье.
- В 1997 году — 109 хозяйств, 249 жителей.
- В 2002 г. (перепись) — 196 жителей (91 мужчина и 105 женщин).

## Население
| 1859 | 1936 | 1989 | 2002 | 2008 | 2010 |
| ---- | ---- | ---- | ---- | ---- | ---- |
| 174  | ↗201 | ↗257 | ↘196 | ↗220 | ↘182 |